# Altonaer Museum

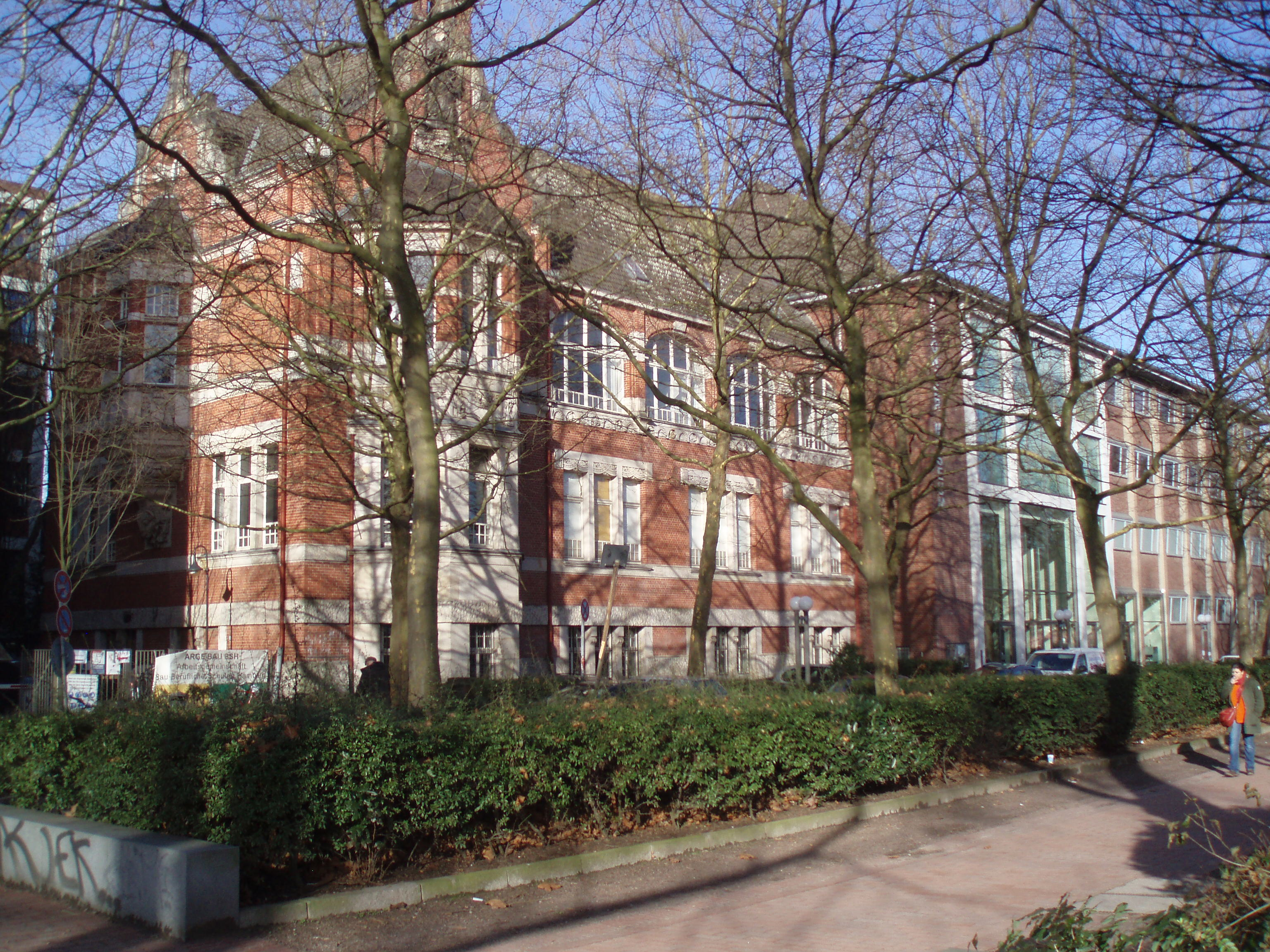
Altonaer Museum

Het Altonaer Museum für Kunst- und Kulturgeschichte is een museum in het Hamburgse stadsdeel Altona. Het is ontstaan uit het vroegere stedelijk museum van Altona.

## Geschiedenis
In 1862 besloten enkele burgers van Altona onder leiding van de predikant Georg Schaar een museum op te richten. De verzamelingen werden ondergebracht in een huis aan de Palmaille, de voormalige maliebaan en de chicste straat van de stad. Het museum bevatte toen voornamelijk planten, waar in die tijd veel belangstelling voor was. In 1888 werd het museum tijdelijk gesloten wegens gebrek aan bezoekers, maar al snel nam het stadsbestuur het beheer over de verzamelingen op zich. Een stad met de omvang van Altona (140.000 inwoners in 1890) diende in zijn ogen een dergelijke belangrijke culturele inrichting te hebben.
In 1901 werd de nieuwbouw van het museum aan de Kaiserplatz (nu: Platz der Republik) geopend. Tegelijkertijd veranderde ook het concept van het museum. Onder leiding van de nieuwe directeur, Otto Lehmann, werd het accent gelegd op het presenteren van de natuur en cultuur van Sleeswijk-Holstein, waartoe Altona toen nog behoorde. Dit paste in de belangstelling voor het "volkseigene" in het jonge Duitse Keizerrijk. Bovendien kon Altona zich met deze oriëntatie op de eigen regio profileren ten opzichte van de internationale musea in het naburige Hamburg. Daarnaast bood het museum ruimte voor tentoonstellingen van moderne kunst en had het al vroeg een eigen café. In augustus 1914 werd de omvang van het museum verdubbeld. Vanaf 1 januari 2008 wordt het Altonaer Museum beheerd door de Stiftung Historische Museen Hamburg.

## Collectie

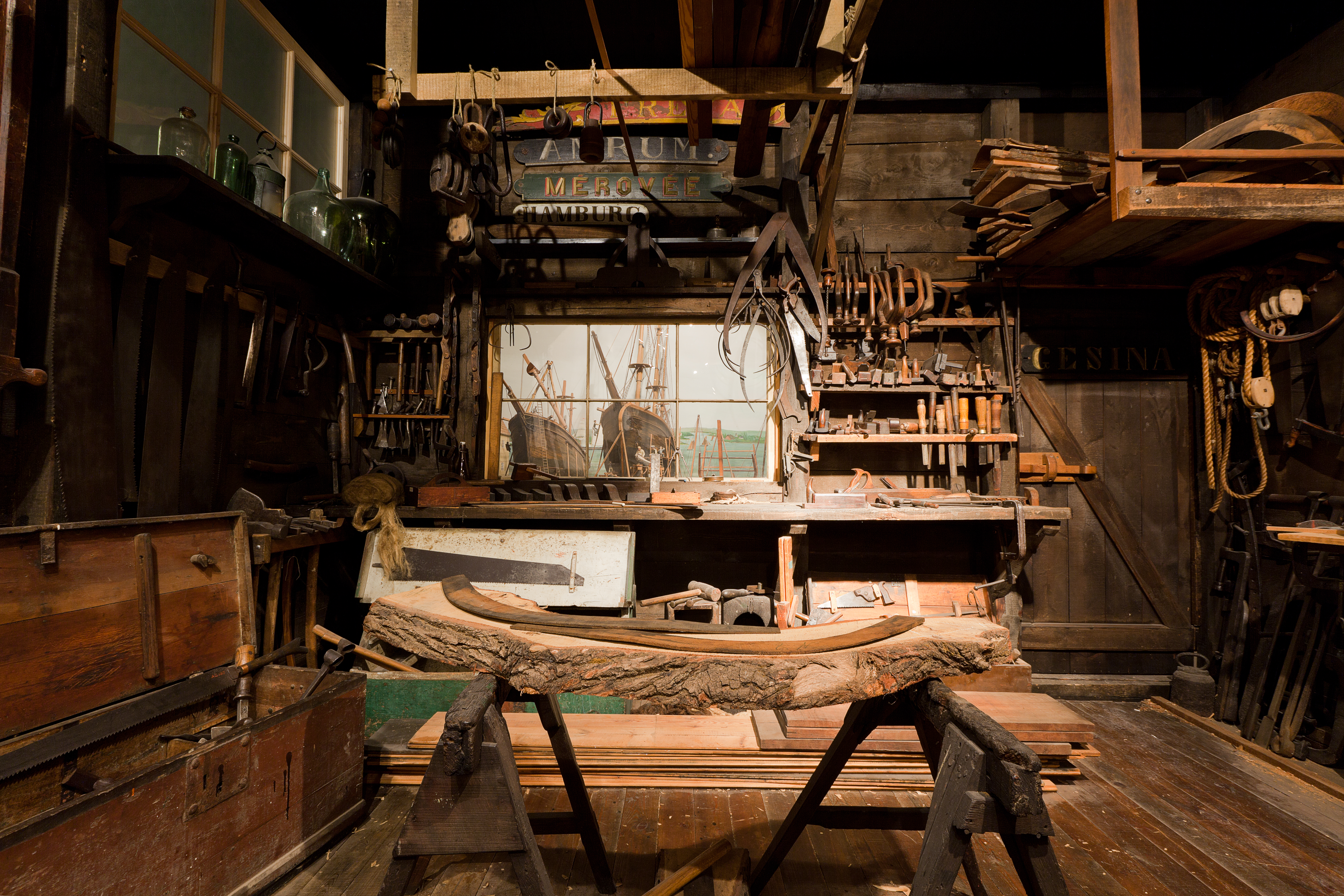
Scheepstimmerwerkplaats in het Altonaer Museum.

In de loop van de jaren ontwikkelde het museum als voornaamste zwaartepunten van de collectie:
- flora en fauna
- geologie
- volkscultuur van Sleeswijk-Holstein en Altona met speciale aandacht voor:
  - scheepsbouw
  - visserij
  - boerderijen
  - klederdrachten

In het kader van een herschikking van de Hamburgse musea - Altona was in 1938 deel van Hamburg geworden - moest het museum in de jaren zeventig de natuurkundige verzamelingen (waaronder een schelpencollectie) en de prehistorische afdeling afstaan aan andere musea. In 1980 werden het gebouw en een deel van de verzamelingen zwaar beschadigd door een brand. Van de gelegenheid werd gebruikgemaakt om een nieuwe opstelling van de collectie te maken, terwijl door de aankoop van een buurpand de tentoonstellingsruimte flink werd uitgebreid. In 2009 werd de foyer van het gebouw voor 3 miljoen euro heringericht en verdere verbouwingen werden aangekondigd. In 2010 kondigde het stadsbestuur aan dat het museum gesloten zou worden en de collectie over andere musea verdeeld zou worden. Na hevige protesten ging dit plan niet door.

## Vestigingen

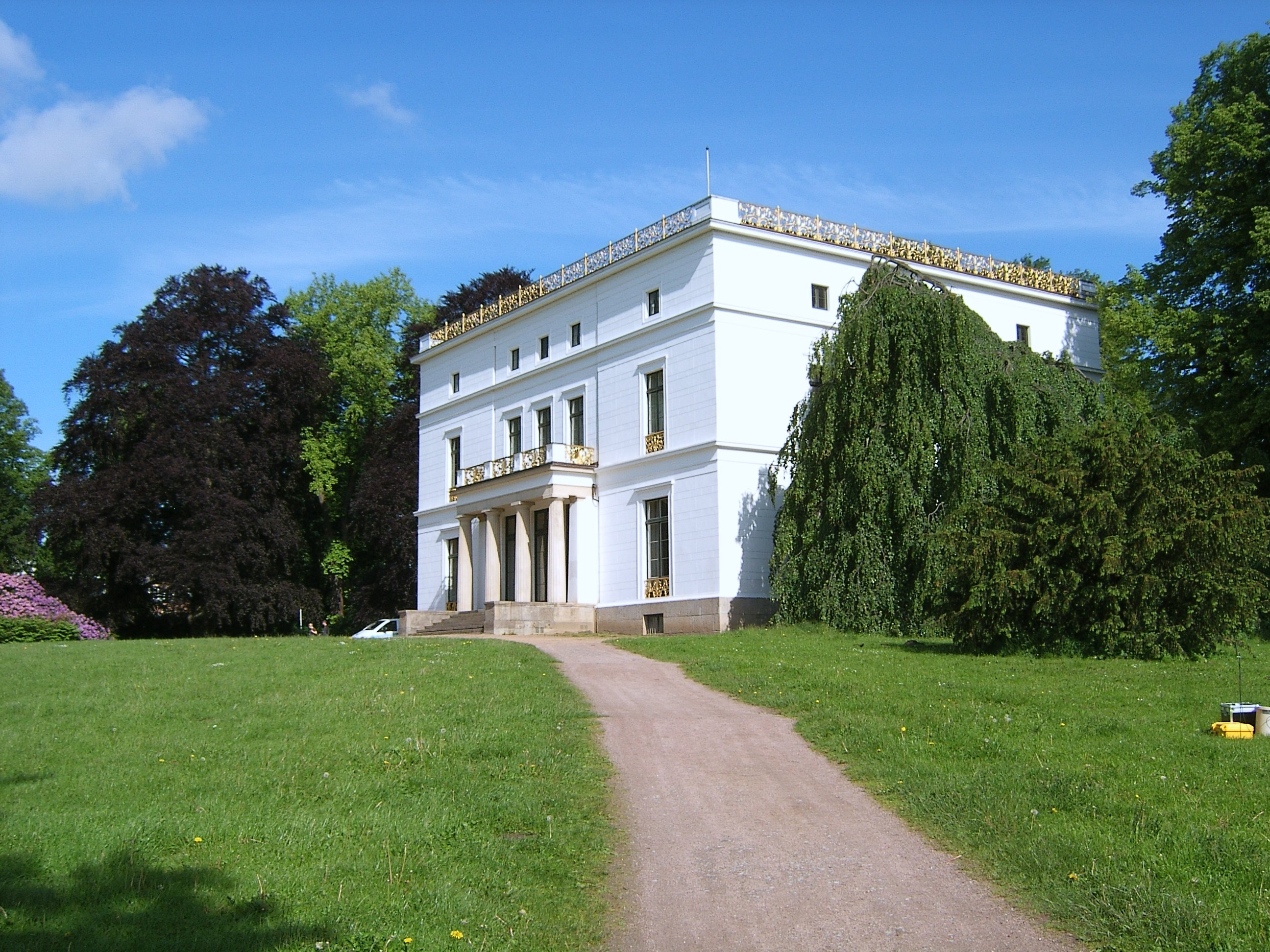
Jenisch Haus.

Naast het hoofdgebouw aan de Museumstraße heeft het Altonaer Museum vier nevenvestigingen:
- Het Jenisch Haus in de wijk Klein Flottbek, de voormalige villa aan de Elbe van Martin Johann Jenisch jr., ontworpen door Franz Gustav Forsmann en Karl Friedrich Schinkel. Het pand is museum voor burgerlijke wooncultuur en wordt gebruikt voor tentoonstellingen over 19e-eeuwse kunst en cultuur.
- Het Rieck Haus, een voormalige boerderij met openluchtmuseum in Curslack, een van de dorpen van de Vierlande ten oosten van Hamburg.
- Het Heine Haus, het tuinhuis van het voormalige buitenverblijf van Salomon Heine, de oom van de dichter Heinrich Heine.
- De praam Elfriede ligt in de museumhaven van Övelgönne.